# Евгений I
Свети Евгений I (на латински: Eugenius PP. I) е римски папа в периода 10 август 654-1 юни 657 г. Избран е за папа, докато предишният папа Мартин I е жив, но в заточение.
Много малко е известно за ранния живот на папа Евгений. Знае се, че е римлянин от Авентин и че е бил известен със своята святост, благост и милосърдие. Бил е духовник от своята младост и е заемал много постове в римската църква.
След като Теодор Калиопас, по нареждане на император Констанс II отвел Мартин I в Константинопол, Евгений показал по-голямо уважение от своя предшественик към желанията на императора и не правил публични изказвания срещу монотеизма на патриарсите на Константинопол.
Мартин I е отведен от Рим на 18 юни 653 г., и живял в заточение до своята смърт през септември 655 г. Малко се знае за това как се случва в Рим след заминаването на папа Мартин, през този период Светия престол се управлява от архиепископ и архидякон.
Папа Евгений умира през 657 г., и е канонизиран, като се почита паметта му на 2 юни, въпреки че според Анастасий Библиотекар той е починал на 1 юни.